# إفيم فرادكين
إفيم سامويلوفيتش فرادكين (بالروسية: Ефим Самойлович Фрадкин) (25 30 نوفمبر 1924 – مايو 1999) فيزيائي روسي.

## المنشأ
ولد فرادكين في شيدرين بالقرب من زلوبين (بيلاروسيا الآن)، التابعة آنذاك للاتحاد السوفيتي، في عام 1924.

## الجوائز
حصل على جائزة دولة اتحاد الجمهوريات الاشتراكية السوفيتية في عام 1953 ( جائزة ستالين من الدرجة الأولى) ، وجائزة إيغور تام من أكاديمية العلوم في الاتحاد السوفيتي في عام 1980، وجائزة ديراك من مركز عبد السلام الدولي للفيزياء النظرية في عام 1989.

## الوظائف
في 1996-1997، كان فرادكين أستاذًا زائرًا للمديرية العامة للمنظمة الأوروبية للأبحاث النووية (CERN) وعضوًا في قسم النظرية بالمنظمة.